# Bomarea obovata
Bomarea obovata är en alströmeriaväxtart som beskrevs av Herb.. Bomarea obovata ingår i släktet Bomarea och familjen alströmeriaväxter. Inga underarter finns listade i Catalogue of Life.